# Province dell'Argentina

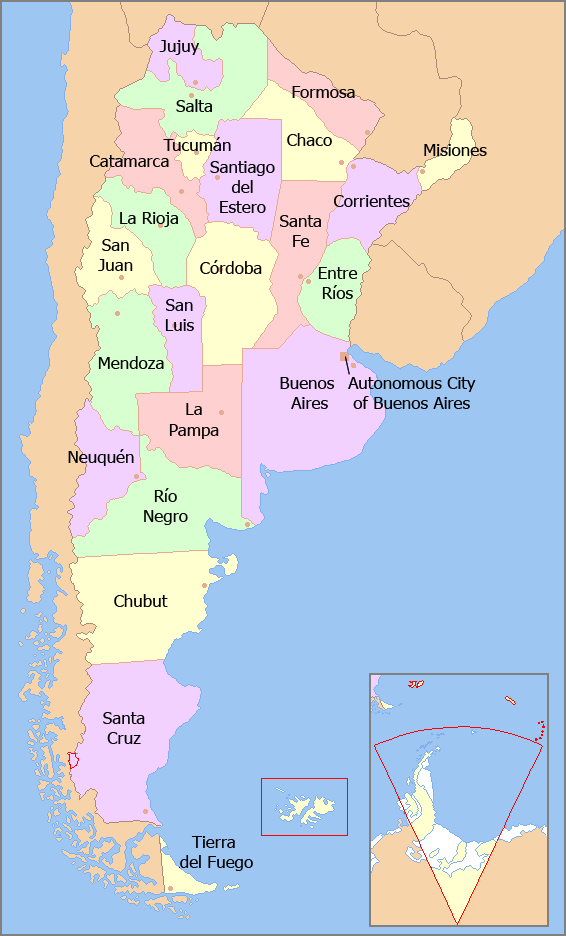
Le province dell'Argentina compresa l'area rivendicata delle isole Falkland (Malvinas)

Le province dell'Argentina (in spagnolo: provincias, sing. provincia) sono 23 stati federati e rappresentano la suddivisione di primo livello del Paese, insieme alla città autonoma di Buenos Aires, la capitale federale della repubblica.
Le province sono a loro volta divise in dipartimenti (departamentos), fatta esclusione per la provincia di Buenos Aires che è suddivisa in entità chiamate partidos. La Città di Buenos Aires è suddivisa in entità chiamate Comunas.

## Lista
| Localizzazione | N° | Bandiera | Provincia                                                 | Capoluogo                           | Popolazione (2022) | Superficie (km²) | Suddivisioni                                          |
| -------------- | -- | -------- | --------------------------------------------------------- | ----------------------------------- | ------------------ | ---------------- | ----------------------------------------------------- |
|                | 1  |          | Città Autonoma di Buenos Aires                            | —                                   | 3 120 612          | 203              | 48 quartieri 15 Comunas                               |
|                | 2  |          | Buenos Aires                                              | La Plata                            | 17 569 053         | 307 571          | 135 partidos, corrispondenti ad altrettanti comuni    |
|                | 3  |          | Catamarca                                                 | San Fernando del Valle de Catamarca | 429 556            | 102 602          | 16 dipartimenti 36 comuni                             |
|                | 4  |          | Chaco                                                     | Resistencia                         | 1 142 963          | 99 633           | 25 dipartimenti 70 comuni                             |
|                | 5  |          | Chubut                                                    | Rawson                              | 603 120            | 224 686          | 16 dipartimenti 47 comuni                             |
|                | 6  |          | Córdoba                                                   | Córdoba                             | 3 978 984          | 165 321          | 26 dipartimenti 427 comuni                            |
|                | 7  |          | Corrientes                                                | Corrientes                          | 1 197 553          | 88 199           | 25 dipartimenti 75 comuni                             |
|                | 8  |          | Entre Ríos                                                | Paraná                              | 1 426 426          | 78 781           | 17 dipartimenti 266 comuni                            |
|                | 9  |          | Formosa                                                   | Formosa                             | 606 041            | 72 066           | 9 dipartimenti 27 comuni                              |
|                | 10 |          | Jujuy                                                     | San Salvador de Jujuy               | 797 955            | 53 219           | 16 dipartimenti 61 comuni                             |
|                | 11 |          | La Pampa                                                  | Santa Rosa                          | 366 022            | 143 440          | 22 dipartimenti 61 comuni                             |
|                | 12 |          | La Rioja                                                  | La Rioja                            | 384 607            | 89 680           | 18 dipartimenti, corrispondenti ad altrettanti comuni |
|                | 13 |          | Mendoza                                                   | Mendoza                             | 2 014 533          | 148 827          | 18 dipartimenti, corrispondenti ad altrettanti comuni |
|                | 14 |          | Misiones                                                  | Posadas                             | 1 280 960          | 29 801           | 17 dipartimenti 77 comuni                             |
|                | 15 |          | Neuquén                                                   | Neuquén                             | 726 590            | 94 078           | 16 dipartimenti 77 comuni                             |
|                | 16 |          | Río Negro                                                 | Viedma                              | 762 067            | 203 013          | 13 dipartimenti 77 comuni                             |
|                | 17 |          | Salta                                                     | Salta                               | 1 440 672          | 155 488          | 23 dipartimenti 60 comuni                             |
|                | 18 |          | San Juan                                                  | San Juan                            | 818 234            | 89 651           | 19 dipartimenti, corrispondenti ad altrettanti comuni |
|                | 19 |          | San Luis                                                  | San Luis                            | 540 905            | 76 748           | 9 dipartimenti 65 comuni                              |
|                | 20 |          | Santa Cruz                                                | Río Gallegos                        | 333 473            | 243 943          | 7 dipartimenti 15 comuni                              |
|                | 21 |          | Santa Fe                                                  | Santa Fe                            | 3 556 522          | 133 007          | 19 dipartimenti 352 comuni                            |
|                | 22 |          | Santiago del Estero                                       | Santiago del Estero                 | 1 054 028          | 136 351          | 27 dipartimenti 117 comuni                            |
|                | 23 |          | Terra del Fuoco, Antartide e Isole dell'Atlantico del Sud | Ushuaia                             | 190 641            | 21 571           | 5 dipartimenti 3 comuni                               |
|                | 24 |          | Tucumán                                                   | San Miguel de Tucumán               | 1 703 186          | 22 524           | 17 dipartimenti 112 comuni                            |